# Colônia Cecília

Région Colônia Cecilia

La Colônia Cecília est une communauté libertaire qui a vu le jour au Brésil en 1890 dans l’État du Paraná. C'est l’aspect le plus connu de l’anarchisme italien au Brésil et sa première manifestation.

## Histoire
Il est vraisemblable que si la légende ne s’était pas emparée de l’histoire de "la Cecília", en en transmettant une version détournée de la vérité, l’expérience communautaire n’aurait pas tant frappé les imaginations. En effet, malgré la présence de quelques anciens colons de la Cecília dans le mouvement anarchiste de São Paulo et dans la presse anarchiste au Brésil, ni la colonie, ni son fondateur Giovanni Rossi n’ont laissé de traces profondes dans l’histoire du mouvement ouvrier tant italien que brésilien. Malgré tout, la colonie Cecília constitue un épisode très original qui confère sa notoriété à l’anarchisme italien au Brésil. En revanche, on oublie souvent de rappeler que la colonie Cecília est aussi fortement liée à l’histoire de l’émigration italienne au Brésil car, par bien des aspects, l’expérience des colons de la Cecília est très proche de celle des autres émigrants italiens de la fin du XIXe siècle. La Cecília naît d’ailleurs au moment où la vague d’émigration italienne vers le Brésil est la plus forte.
Quant au personnage du fondateur de la Cecília, Giovanni Rossi, dont la démarche est tout à fait marginale dans le contexte politique italien de l’époque, il est indissociable de l’histoire de la colonie. Cette histoire l’a profondément marqué : d’importants changements idéologiques s’opèrent en lui après la fin de l’expérience. L’anarchiste Rossi se bat pour ce qu’il appelle le socialisme expérimental, qui commence bien avant la Cecília. Le combat à mener est d’autant plus rude que Rossi ne trouve guère de sympathisants à son projet dans les différents courants socialistes qu’il côtoie jusqu’à son départ en 1890. Les péripéties de la Cecília et les mésaventures de ses colons vont aller croissant, jusqu'à la fin de l’expérience.
À Gênes, le 20 février 1890, un petit groupe de colons anarchistes embarque à bord du bateau Città di Genova, qui les conduira sur le territoire de Palmeira, dans l’État brésilien de Paraná. Leur tentative de communauté anarchiste, la colonie Cecilia, disparaîtra en avril 1894 dans la tourmente de la guerre civile brésilienne.
Les anarchistes, dont Rossi et ses compagnons, dénoncent l’esprit totalitaire (c. f. Icarie) de la plupart des projets utopiques; ils souhaitent vivre dans une société sans organisation, sans bureaucratie, sans règle ni discipline. Les compagnons de la Cecilia prônent un mode de vie et une économie collectivistes ; ils organisent donc une communauté sans religion, sans propriété privée et sans rapports hiérarchiques. Ils critiquent également l’archétype de la famille et expérimentent l’amour libre afin de briser le système familial. Ils croient en l’éducation naturelle de l’Homme.
Le manque d’intimité, causé par la transparence des faits et gestes des colons et l’absence de propriété privée leur posera beaucoup de problèmes. En effet, il leur apparaît difficile d’abandonner toutes leurs pratiques individualistes ainsi que leurs préjugés religieux et sociaux. Le contraste de leur mode de vie avec celui, quasiment féodal, qui régit la société brésilienne à l’époque est également source de problèmes.
À l’époque de la vague de violence anarchiste en Europe (1892-1894), faisant écho aux théories de la propagande par le fait, Rossi et ses compagnons tentent pacifiquement de faire triompher ce qu’ils appellent la propagande par l’exemple.

## Citation
La colonia Cecilia, auteur anonyme
L'eco delle foreste

Dalle città insorte al nostro grido

Or di vendetta sì, ora di morte

Liberiamoci dal nemico.

All'erta compagni dall'animo forte

Più non ci turbino il dolore e la morte

All'erta compagni, formiamo l'unione

Evviva evviva la rivoluzione.

Ti lascio Italia, terra di ladri

Coi miei compagni vado in esilio

E tutti uniti, a lavorare

E formeremo una colonia sociale.

E tu borghese, ne paghi il fio

Tutto precipita, re patria e dio

E l'Anarchia forte e gloriosa

E vittoriosa trionferà,

Sì se trionferà la nostra causa

E noi godremo dei diritti sociali

Saremo liberi, saremo uguali

La nostra idea trionferà.

(traduction)

L'écho des forêts,

Sort des villes à notre cri

Heure de vengeance, heure de mort

Libérons-nous de l'ennemi.

À la montée, camarades, de l’esprit fort

Ne nous troublent plus la douleur ni la mort

À la montée, camarades,nous formons l'union

Et vive la révolution.

Je te laisse Italie, terre de voleurs

Avec mes camarades, je pars en exil

Et tous unis à travailler

Nous formerons une colonie sociale.

Et toi, bourgeois, paies-en le tribut

Tout tombe, roi, patrie et dieu.

L'anarchie forte, glorieuse

Et victorieuse triomphera.

Oui, notre cause triomphera et

Nous jouirons des droits sociaux.

Nous serons libres, nous serons égaux,

Notre idée triomphera.

### Filmographie
- La Cecilia, de Jean-Louis Comolli, film de 1976.